# Jiří Lerch
Jiří Lerch (ur. 17 października 1971) – czeski piłkarz występujący na pozycji obrońcy. Trener piłkarski.

## Kariera klubowa
Lerch treningi rozpoczął w Dynamie Czeskie Budziejowice, a w 1988 roku został włączony do jego pierwszej drużyny, grającej w drugiej lidze czechosłowackiej. W 1990 roku przeszedł do pierwszoligowej Dukli Praga. Spędził tam sezon 1990/1991, a potem wrócił do Dynama, występującego już również w pierwszej lidze.
W 1992 roku Lerch odszedł do także pierwszoligowej Slavii Praga. W sezonie 1992/1993 wywalczył z nią wicemistrzostwo Czechosłowacji. Od sezonu 1993/1994 wraz ze Slavią występował w rozgrywkach pierwszej ligi czeskiej. Do końca kariery w 2001 roku, wywalczył z nią mistrzostwo Czech (1996), sześć razy wicemistrzostwo Czech (1994, 1995, 1997, 1998, 2000, 2001), a także dwa razy Puchar Czech (1997, 1999).

## Kariera reprezentacyjna
W reprezentacji Czech Lerch zadebiutował 8 maja 1995 w zremisowanym 1:1 towarzyskim meczu ze Słowacją. W latach 1995–1997 w drużynie narodowej rozegrał 3 spotkania.